# Klіmavіtjy rajon
Klimavitski Rajon (vitryska: Клімавіцкі Раён, ryska: Климовичский район) är ett distrikt i Belarus.   Det ligger i voblasten Mahiljoŭs voblast, i den östra delen av landet, 290 km öster om huvudstaden Minsk.